# Collegiata di Santo Stefano (Vimercate)
La chiesa collegiata prepositurale plebana di Santo Stefano, databile intorno al XIII secolo, era la sede dell'antica pieve di Vimercate, soppressa nel 1972 a favore del decanato di Vimercate, è la parrocchiale di Vimercate, nell'arcidiocesi di Milano e in provincia di Monza e della Brianza.

## Storia e descrizione
La collegiata spicca nel centro storico di Vimercate per l'imponente mole della torre campanaria, che si affaccia sulla piazza intitolata al santo protettore di Vimercate, Stefano protomartire. L'esistenza dell'edificio è attestata prima del Settecento d.C., anche se la chiesa risale probabilmente al X secolo, nella sua parte della facciata. A questa parte venne aggiunta, nel secolo seguente, una nuova zona a tre absidi. 
La facciata si presenta nelle forme che sono una conseguenza di alcuni interventi della fine del XVI secolo, quando venne inserito il portale d'accesso. Sulla sommità della facciata è stata collocata una statua della Madonna con il Bambino tra i santi Stefano e un guerriero di santo Stefano, probabilmente Damiano. Sulla destra svetta maestoso il campanile romanico, che ospita un imponente concerto di 8 campane, fuse da Cavadini di Verona, intonate in Sib2 maggiore. La parte orientale è molto suggestiva e si affaccia su una piazza mentre l'interno si presenta a tre navate, divise da pilastri. L'altare maggiore venne realizzato nel corso del 1807 e pochi anni dopo vennero realizzati il pulpito ligneo e la cantoria. Dietro all'altare maggiore è presente un grande affresco che ci presenta alcune storie della passione di santao Stefano, tra cui vi è la celeberrima lapidazione del santo. Nella  sacrestia sono stati rinvenuti affreschi della prima metà del XIV secolo. Al di sotto del presbiterio si trova una piccola cripta, che si presenta con decorazioni di forme barocche. Durante gli ultimi restauri sono affiorati altri affreschi databili intorno al 1500.
Nel 1581, il cardinale Carlo Borromeo aveva ordinato di imbiancarli come le colonne, forse perché all'epoca le pareti non erano ancora affrescate. Nel novembre 2010, è stato avviato il restauro delle chiesa dell'Assunta (Ruginello) e chiesa di Santo Stefano, che si è concluso con il recupero dei dipinti a buon fresco e degli originali pavimenti in cotto.